# Международный день счастья
Международный день счастья — Международный день ООН. Отмечается во всем мире 20 марта. Памятный день был учреждён Генеральной Ассамблей ООН 28 июня 2012 года с целью поддержания идеи, что стремление к счастью является неотъемлемым желанием каждого человека на планете и как напоминание правительствам, чтобы при подсчете благосостояния нации они учитывали также такие факторы, как уровень счастья, поскольку только лишь экономические показатели не дают объективной картины. Резолюцию поддержали представители всех 193 государств — членов ООН.
Предложение внес на рассмотрение в Генеральную Ассамблею ООН в 2011 году индо-американец Джейм Илайен, до этого проведший многолетнюю кампанию по его принятию. Он выбрал день весеннего равноденствия, как мировое явление, ощущаемое человечеством, обозначающее первый день весны в Северном полушарии, период обновления и новых начал.
Решение праздновать Международный день счастья было принято резолюцией A/RES/66/281. В частности, там сказано:

…признавая актуальность счастья и благополучия как общечеловеческих целей и устремлений в жизни людей во всем мире и важное значение их отражения в задачах государственной политики, признавая также необходимость применения более комплексного, справедливого и сбалансированного подхода к экономическому росту, который способствует устойчивому развитию, искоренению нищеты и обеспечению счастья и благополучия всех народов,
1. постановляет провозгласить 20 марта Международным днем счастья;
2. предлагает всем государствам - членам, организациям системы Организации Объединенных Наций и другим международным и региональным организациям, а также гражданскому обществу, включая неправительственные организации и частных лиц, отмечать Международный день счастья соответствующим образом, в том числе путем проведения просветительских и общественно-разъяснительных мероприятий; …

## Темы (девизы) Международного дня счастья
- 2016 год — «Борьба с изменением климата во имя достижения счастья на планете»